# Gare de Blangy-sur-Ternoise
Gare de Blangy-sur-Ternoise vasútállomás Franciaországban, Blangy-sur-Ternoise településen.

## Vasútvonalak
Az állomást az alábbi vasútvonalak érintik:
- Saint-Pol-sur-Ternoise-Étaples-vasútvonal

## Kapcsolódó állomások
A vasútállomáshoz az alábbi állomások vannak a legközelebb:
- Gare d’Anvin
- Gare d’Auchy-lès-Hesdin